# Lisl Engels
Lisl Engels (* 16. März 1916 in Wien; † 11. April 2006 in Thalgauegg, Land Salzburg) war eine österreichische Malerin. Ihr Werk war vom Expressionismus geprägt.

## Leben
Lisl Engels Vater war der Mödlinger Arzt Karl Cech. Sie besuchte das Mädchenlyzeum in der Eisentorgasse. Sie war seit früher Jugend künstlerisch tätig; ihre künstlerische Prägung erhielt sie durch den Maler Robin Christian Andersen. In Andersens Atelier trat sie mit 14 Jahren als jüngste Schülerin ein und machte hier ihre ersten Schritte in Stillleben und Aktzeichnen. Engels besuchte die Kunstgewerbeschule Wien und im Anschluss daran die Akademie der bildenden Künste in Wien. Andersens an das Spätwerk Paul Cézannes anknüpfender Auffassung, die Natur in geordneter, mitunter angeordneter Struktur darzustellen, blieb Lisl Engels zeitlebens verbunden.
1939 heiratete sie den Architekten Erich Engels (* 25. Juni 1910, † 8. Jänner 1993) und zog mit ihm von Wien nach Bad Gastein, 1946 folgte ein Umzug nach Salzburg. Zwischen 1942 und 1944 arbeitete Engels intensiv mit Franz Wiegele im Nötscher Kreis zusammen. Begegnungen hatte sie auch mit den Malern Herbert Boeckl, Anton Kolig und Oskar Kokoschka. Dieser hatte ebenfalls einen wichtigen künstlerischen Einfluss auf sie. Seit 1974 lebte Lisl Engels mit ihrer Familie in Thalgauegg.
Lisl Engels Arbeiten sind unter anderem in den Sammlungen der Salzburger Landesregierung und der Oesterreichischen Nationalbank zu finden.

## Ausstellungen
1935 hatte Engels die erste Ausstellung von zehn Werken in der Wiener Secession. In Salzburg entwickelte sie zusammen mit dem Kunstverein eine rege Ausstellungstätigkeit. 2003 zeigte das Salzburger Museum Carolino Augusteum eine Sonderausstellung von Engels’ Gemälden.

## Werke (Auswahl)
- Gebirgslandschaft, 1947
- Selbstbildnis, 1956
- Leopoldskronerweiher gegen Schloss und Pulvertürme, 1960
- Rote Blumen, 1965
- Ölbäume, 1984